# Do It like a Dude
«Do It like a Dude» es una canción interpretada por la cantante y compositora británica Jessie J, incluida en su primer álbum de estudio, Who You Are, de 2011. La intérprete la compuso junto a The Invisible Men y Parker & James, mientras que estos dos últimos la produjeron. La canción contó con una buena recepción comercial en algunos países como el Reino Unido, donde debutó en la posición número 25 en la semana del 28 de noviembre de 2010 y meses después alcanzó la posición número 2, marcando así su puesto más alto en el conteo, mientras que en Nueva Zelanda llegó hasta el octavo puesto del New Zealand Singles Chart, que aloja las canciones más vendidas del país.
Por otro lado, también recibió buenos comentarios por parte de los críticos musicales, quienes elogiaron su estribillo y lo calificaron como «feroz» e «increíble». El británico Emil Nava dirigió su vídeo musical, el cual Jessie lanzó el 8 de noviembre de 2010. La cantante ha interpretado «Do It like a Dude» en distintos eventos musicales reconocidos internacionalmente, entre los que se encuentran los premios Brit, el programa online VEVO LIFT Presents y el festival alemán SWR3 New Pop Festival.

## Antecedentes y composición

La canción está compuesta en la tonalidad re menor.

Jessie J compuso «Do It like a Dude» en ayuda de The Invisible Men y Parker & James, mientras que estos dos últimos se encargaron de producirla. La cantante originalmente había escrito la canción para Rihanna, tomando como inspiración principal su sencillo «Rude Boy», que había sido lanzado recientemente. Luego de escribirla, la intérprete la hizo llegar a su sello discográfico, Island Records, antes de enviársela a Rihanna. Tras ello, Island insistió en que fuese su primer sencillo, ya que pensaban que era «increíble». En abril de 2011, Jessie dio una entrevista al periódico británico Daily Mail, donde afirmó que deseaba interpretar «Do It like a Dude» con Rihanna, comentando que: 

«Tengo muchas ganas de preguntarle si podríamos interpretarla juntas, ya sea en su gira, en el V Festival o en otro gran festival. Definitivamente creo que ella la remataría».

Luego, en una entrevista con Artist direct, aseguró que el concepto principal de «Do It like a Dude» es «la igualdad» y «la confianza en sí mismo». De acuerdo con la partitura publicada por Sony/ATV Music Publishing en el sitio Musicnotes, la pista tiene un tempo allegro de 140 pulsaciones por minuto y está compuesta en la tonalidad de re menor. El registro vocal de la cantante se extiende desde la nota la♯3 hasta la re♯5.

## Recepción

### Comentarios de la crítica
«Do It like a Dude» contó en su mayoría con comentarios positivos de los críticos. Stephen Thomas Erlewine del sitio Allmusic, tras una revisión del disco debut de Jessie, Who You Are, señaló que «Do It like a Dude», «Price Tag», «Nobody's Perfect» y «Big White Room» eran las mejores canciones del disco. Fraser McAlpine de la BBC la calificó con cuatro estrellas de cinco y añadió que «su interpretación es brutal y sexual, como Christina Aguilera preparándose para patear la entrepierna de 50 Cent». Erika Berlin de la revista Rolling Stone le otorgó cuatro estrellas de cinco y describió su estribillo como «feroz». Nick Levine de Digital Spy también elogió su estribillo y le dio una calificación perfecta de cinco estrellas.

### Recibimiento comercial
«Do It like a Dude» fue restringida para los Estados Unidos, por lo cual no se lanzó como sencillo en dicho país. Por otra parte, en el Reino Unido, debutó en la posición número 25 en la semana del 28 de noviembre de 2010, convirtiéndose así en el tercer mayor debut de esa semana. En 2011, luego del lanzamiento del segundo sencillo de Jessie, «Price Tag», la canción comenzó a ascender puestos hasta alcanzar el número 2, y marcó así su posición más alta en la lista. No obstante, meses después, la BPI condecoró a «Do It like a Dude» con un disco de platino por sus 600 000 copias vendidas en el país. En Nueva Zelanda, debutó en la posición número 26 en la semana del 31 de diciembre de 2011. Dos semanas después, llegó a la número 8, marcando así su posición más alta. También alcanzó las posiciones número 29, 41 y 67 en las listas de Suecia, Alemania y Francia, respectivamente.

## Promoción

### Vídeo musical
El británico Emil Nava dirigió el vídeo musical de «Do It like a Dude». Su estreno se llevó a cabo en la cuenta oficial de VEVO de Jessie J en el sitio web YouTube el 8 de noviembre de 2010. Este comienza con un grupo de personas jugando póquer, fumando y tatuándose en un callejón lleno de neblina. Seguidamente, la cantante comienza a cantar la primera estrofa de la canción mientras hace gestos de locura alrededor de estas personas. En la siguiente escena se observa a Jessie junto con cuatro chicas bailando la coreografía de la canción. Al finalizar, llega a un barrio donde hay gánsteres jugando póquer y cortando carne. El mismo termina con los gánsteres haciendo un concurso de baile en medio del callejón. El videoclip recibió un premio en los Q Awards como mejor vídeo.

### Presentaciones en vivo
El 21 de diciembre de 2010, la cantante interpretó por primera vez la canción en el festival británico XOYO, organizado por la revista del mismo nombre. El 16 de enero de 2011 cantó una versión acústica del sencillo en los Brit Awards. También interpretó la pista en el programa online VEVO LIFT Presents el 4 de marzo de 2011. Más tarde la presentó en el festival alemán SWR3 New Pop Festival junto con otras canciones de su álbum debut Who You Are: «Domino», «Price Tag», «Who's Laughing Now», entre otras. El 21 de agosto de 2011, cantó «Do It like a Dude» en el V Festival sentada en una silla debido a su fractura en el pie izquierdo. Una semana después la cantó en los premios MTV Video Music Awards de 2011. El 6 de octubre de 2011, presentó el sencillo en los MOBO Awards.
Por otro lado, la cantante interpretó «Do It like a Dude» en el festival Big Weekend como parte del acto de apertura junto a «Mama Knows Best». El 22 de septiembre de 2012, la volvió a interpretar en el iTunes Festival, un festival organizado por iTunes cada año en el que los artistas pueden dar conciertos enteros. La cantante inició con «Do It like a Dude» y continuó con «Rainbow». Después, tomó un descanso para contar un pequeño fragmento de su libro biográfico Nice to Meet You y cerró interpretando «LaserLight» y «Domino». Durante todo el concierto, solo usó un conjunto de ropa negra con un velo.

## Versiones y remezclas
- Sencillo en CD

| «Do It like a Dude» — Sencillo |                                    |          |  |
| N.º                            | Título                             | Duración |  |
| 1.                             | «Do It like a Dude»                | 3:15     |  |
| 2.                             | «Do It like a Dude» (Labrinth Mix) | 3:42     |  |

- Descarga digital

| Do It like a Dude — EP |                                            |          |  |
| N.º                    | Título                                     | Duración |  |
| 1.                     | «Do It like a Dude» (Versión explícita)    | 3:15     |  |
| 2.                     | «Do It like a Dude» (Labrinth Mix)         | 3:42     |  |
| 3.                     | «Do It like a Dude» (Curtis Lynch Jnr Mix) | 3:26     |  |
| 4.                     | «Do It like a Dude» (Jakwob Mix)           | 4:27     |  |
| 5.                     | «Do It like a Dude» (Versión acústica)     | 4:19     |  |

## Posicionamiento en listas

### Semanales
| Alemania          | German Singles Chart      | 41 |
| Austria           | Austrian Singles Chart    | 62 |
| Bélgica (Flandes) | Ultratip 40 Singles       | 8  |
| Bélgica (Valonia) | Ultratip 40 Singles       | 19 |
| Dinamarca         | Danish Singles Chart      | 16 |
| Escocia           | Scottish Singles Chart    | 2  |
| Francia           | French Singles Chart      | 71 |
| Irlanda           | Irish Singles Chart       | 11 |
| Nueva Zelanda     | New Zealand Singles Chart | 8  |
| Países Bajos      | Dutch Top 40              | 95 |
| Reino Unido       | UK Singles Chart          | 2  |
| Suecia            | Swedish Singles Chart     | 29 |

### Certificaciones
| País          | Organismo certificador | Certificación | Unidades certificadas | Ref.   |
| ------------- | ---------------------- | ------------- | --------------------- | ------ |
| Nueva Zelanda | RIANZ                  | Oro           | 7500                  | [ 40 ] |
| Reino Unido   | BPI                    | Platino       | 600 000               | [ 20 ] |

### Anuales
| Reino Unido | UK Singles End-Chat Chart 2011 | 24 |

## Premios y nominaciones
«Do It like a Dude» fue nominado en distintas ceremonias de premiación. A continuación, una pequeña lista con las candidaturas que obtuvo el sencillo:
| Año  | Ceremonia de premiación      | Premio        | Resultado | Ref.   |
| ---- | ---------------------------- | ------------- | --------- | ------ |
| 2011 | 4 Video Music Honours Awards | Mejor vídeo   | Nominado  | [ 42 ] |
| 2011 | MOBO Awards                  | Mejor vídeo   | Nominado  | [ 43 ] |
| 2011 | MOBO Awards                  | Mejor canción | Ganador   | [ 43 ] |
| 2011 | Q Awards                     | Mejor vídeo   | Ganador   | [ 24 ] |

## Créditos y personal
- Composición: The Invisible Men, Jessie J y Parker & James.
- Producción: The Invisible Men y Parker & James.
- Grabación: The Invisible Men.
- Mezclas: Serban Ghenea.
- Programación: George Astasio, Jon Shave, Kyle Abrahams y Peter Ighile.
- Guitarra: Peter Ighile.
- Teclado: George Astasio, Jon Shave, Kyle Abrahams y Peter Ighile.

Fuente: Discogs.